# Урмань
Урмань (укр. Урмань) — село в Бережанской городской общине Тернопольского района Тернопольской области Украины.
До 2020 года входило в Бережанский район.
Код КОАТУУ — 6120489101. Население по переписи 2001 года составляло 687 человек.

## Географическое положение
Село Урмань находится на берегах реки Восточная Золотая Липа (в основном на левом берегу), на реке большая запруда — Урманский Став,
выше по течению на расстоянии в 1,5 км расположено село Плихов,
ниже по течению на расстоянии в 0,5 км расположено село Надречное.

## История
- 1385 год — дата основания.

## Объекты социальной сферы
- Школа I—II ст.
- Клуб.
- Больница.